# LUKS
LUKS (de las siglas en inglés, Linux Unified Key Setup) es una especificación de cifrado de disco creado por Clemens Fruhwirth, originalmente destinado para Linux. Mientras la mayoría del software de cifrado de discos implementan diferentes e incompatibles formatos no documentados, LUKS especifica un formato estándar en disco, independiente de plataforma, para usar en varias herramientas. Esto no sólo facilita la compatibilidad y la interoperabilidad entre los diferentes programas, sino que también garantiza que todos ellos implementen gestión de contraseñas en un lugar seguro y de manera documentada.
La implementación de referencia funciona en Linux y se basa en una versión mejorada de cryptsetup, utilizando dm-crypt como la interfaz de cifrado de disco. En Microsoft Windows, los discos cifrados con LUKS pueden ser utilizados con FreeOTFE. Ha sido diseñado para ajustarse a la clave de configuración TKS1 de sistema seguro.
En septiembre de 2013, Phoronix publicó una comparativa de rendimiento entre LUKS y  eCryptfs. Usó la versión, existente a esa fecha, de Ubuntu 13.10. Y obtuvo mejor rendimiento encriptando todo el disco con LUKS, que solo el directorio de datos de usuario con eCryptfs.